# 安东尼·布伦特
安东尼·弗雷德里克·布倫特（Anthony Frederick Blunt，1907年9月26日 - 1983年3月26日）  英国藝術歷史學者，苏联间谍。布朗特曾任倫敦大學美术史教授、科陶德藝術學院院长。 
他是劍橋五人組之一。  他在第二次世界大战期间向苏联提供了德意志國防軍情報，但這些情報是英國方面的保密內容，英國根本就沒考慮過將這些向蘇聯透露。1964年，布伦特承认自己曾是苏联的间谍。他的爵位也被剝奪。